# Aeródromo de Manresa
El Aeródromo de Barcelona-Bages, antes de Manresa (OACI: LEMS) es un aeródromo privado español situado en el municipio de San Fructuoso de Bages (Barcelona). 
El acceso al aeródromo se realiza a través de la carretera C-16C, a la altura del polígono industrial de San Fructuoso se desvía en el cruce que indica "Aeródromo/Cementerio Municipal" y se sigue por el polígono hasta llegar a un camino de tierra, por el cual se prosigue durante un kilómetro hasta la entrada principal del aeródromo.
El aeródromo posee 13,71 ha de extensión. Es propiedad de AIRPIRINEUS, SLU y el operador principal es BCN SKYDIVE y el CLUB DE PARACAIGUDISME BARCELONA BAGES. Dispone de  una pista de vuelo con denominación 11/29, categoría 2C, de 800 m de longitud. La superficie había sido de hierba hasta verano de 2021, en que se asfaltó. 
El viernes 21 de agosto de 2021 se inauguró la pista asafaltada. El primer avión que aterrizó fue una Pilatus Porter PC-6, matrícula EC-LZI procedente de Sabadell (LELL), operada por BCN SKYDIVE y pilotada por David Nicolau. Estuvo operando durante el fin de semana vuelos de paracaidismo. El primer avión de pistón en aterrizar fue el 22 de agosto de 2021, la Cessna 172-J-R Rocket Reims EC-CVY procedente de La Cerdanya (LECD) con Benjamín Guix como piloto al mando, Agustí Carcasona como copiloto y con Pere Dosta como pasajero.
Posee además una plataforma de estacionamiento de aeronaves, un hangar, varias construcciones para dar cobertura a la actividad paracaidísitica, bar restaurante, piscina y un túnel de viento único en su clase que es abierto y trasparente con increíbles vistas a la montaña de Monteserrat. La única ayuda aeronáutica que tiene son varias mangas de viento. Dispone de servicio de combustible Jet-A1, pero solo para uso del operador del aeropuerto, sin poder repostar a otras aeronaves.  
Es el primer aeropuerto 100% sostenible, funcionando todos los servicios mediante electricidad fotovoltaica y sistema de almacenaje de la electricidad mediante baterías.
Es un aeropuerto privado de uso restringido. Antes de aterrizar se ha de solicitar autorización al operador del aeropuerto mediante correo electrónico. Hay frecuente actividad paracaidística, por lo que hay que extremar las precauciones. La frecuencia de radio de contacto es 119.200